# Rochefortia acanthophora
Rochefortia acanthophora är en strävbladig växtart som först beskrevs av Dc., och fick sitt nu gällande namn av August Heinrich Rudolf Grisebach. Rochefortia acanthophora ingår i släktet Rochefortia och familjen strävbladiga växter. Inga underarter finns listade i Catalogue of Life.